# 庾恩錫
庾恩锡（英語：Frankie Yu，1886年—1950年），字晋侯，自号空谷散人，云南墨江人。中华民国园林设计师、实业家、政治家。

## 生平
庾恩锡幼年，父母双亡，由长兄庾恩荣抚养成人，随长兄经商，担任驻上海分号经理，来往于南京、汉口、广州、香港之间经商。
庾恩锡在家排行第四，故被尊称为“庾四大人”。庾恩锡喜爱园林建筑，曾经在日本学习园艺。他的建筑代表作是其私家园林庾家花园（位于大观楼外），以及位于白鱼口的一幢全部采用石头垒成的别墅“磊楼”。它们都是昆明近代建筑中的精品。
1916年8月，庾恩锡任云南水利总局副局长，同年11月升任局长。
1919年，庾恩锡与刘若愚等人集资10万元接办可保村开济公司，将其更名为“明良煤矿公司”。1919年秋，庾恩锡集资在上海筹办南方烟草公司，但仅经营不到两年，该公司便倒闭。他携带几台卷烟机回到昆明，于1922年独资创办云南省最早的烟草公司——亚细亚烟草公司，这是当时云南省内规模最大的烟草公司。该公司生产的“重九”牌香烟，即是为纪念其兄庾恩旸曾经领导并参加辛亥革命云南重九起义而取名。经营八年之后，该公司卷烟无力同外国卷烟抗衡，该公司因负债而关张。
1929年9月到1930年9月，庾恩锡担任昆明市长13个月。任内，庾恩锡对昆明市属翠湖公园、古幢公园、金碧公园等公园进行了维修或改建，他还邀请了对园艺素有研究的书画家赵鹤清帮助，重新设计并扩建了大观公园。庾恩锡任昆明市长13个月中，未领薪俸，直到离任时才一次结清。领薪俸时，他宣布将应当领取的滇币6245.1元，全部捐赠给昆明市全体警长、警士，每人发10元。
辞去昆明市长职务之后，庾恩锡再度兴办卷烟厂，但终究还是失败。到1936年，由于欠债过多，只好将崇仁街庾园抵给劝业银行。
1934年，庾恩锡集资创办“墨江坤勇金矿有限公司”，该公司规模较大，年产黄金千余两。1939年，庾恩锡独资创办凤仪金丹矿。“金丹”即汞，俗称“水银”。
1936年，“太华、圆通公园工程处”成立，龙云聘庾恩锡担任工程处主任。庾恩锡继续请赵鹤清担任助手，在这两座寺院内增建院舍、种植花木、访求并重修古迹。圆通寺中现存最早的唐朝“元封题崖”，便是在此次重修时发现。
庾恩锡曾任云南省整顿金融委员会委员、云南省商会执行委员、云南省自治筹备委员会委员、制憲國民大會代表等职务。1940年代，庾恩锡担任云南省参议会参议员。
1950年，庾恩锡投滇池自杀身亡，享年64岁。昆明市文教局拟聘请庾恩锡参与昆明市园林管理工作，但因其自杀而未能实现。

## 家庭
庾恩荣、庾恩旸、庾恩锡为一母所生的三兄弟。
- 父：庾国清
- 长兄：庾恩荣
- 次兄：庾恩纶，早亡
- 三兄：庾恩旸
- 五弟：庾恩培，早亡
- 子：庾家麟。中华民国政界人士。有二女一子，其中儿子庾澄庆最小。[3]
  - 儿媳：张正芬，庾家麟的妻子，京剧演员。[3]